# Емисионна мъглявина
Емисионна мъглявина е мъглявина, съставена от йонизирани газове (плазма), излъчващи светлина с различна дължина на вълната. Най-честият източник на йонизация са високоенергийните ултравиолетови фотони, излъчвани от близка гореща звезда. В някои такива мъглявини има региони на звездообразуване, в които млади масивни звезди играят ролята на източник на йонизация. Планетарните мъглявини от друга страна съдържат мъртва звезда, която е изхвърлила външните си слоеве, а горещото ѝ ядро има йонизиращо действие.
Обикновено, млада звезда йонизира част от същия облак, от който се е родила, въпреки че само масивни, горещи звезди могат да отделят достатъчно енергия, за да йонизират значителна част от облака. При много емисионни мъглявини това се извършва от цели купове млади звезди.
Цветът на мъглявината записи от химичния ѝ състав и степента ѝ на йонизация. Поради преобладаващия водород в междузвездния газ и относително ниската му енергия на йонизация, много от емисионните мъглявини изглеждат червени, поради силните емисии на серията на Балмер. Ако е налична още енергия, други елементи също ще се йонизират, при което мъглявината може да добие зелен или син цвят. Чрез изследване на електромагнитния спектър на мъглявините, астрономите могат да загатнат химичния им състав. Повечето емисионни мъглявини са съставени от около 90% водород, като останалата чат е съставена от хелий, кислород, азот или други елементи.
Някои от най-видните емисионни мъглявини, които могат да се видят от северното полукълбо, са Воал и NGC 7000, докато в южното полукълбо могат да се наблюдават Лагуна и Орион.
Емисионните мъглявини могат да имат тъмни участъци, породени от облаци прах, които закриват светлината.